# ------ / ------ / ------ / XXXXXX / ------ / ------
------ / ------ / ------ / XXXXXX / ------ / ------ – utwór zespołu Boards of Canada, wydany w ograniczonym nakładzie 20 kwietnia 2013 roku jako winylowy, 12-calowy singiel. Zapowiadał nadchodzący, czwarty album studyjny zespołu, Tomorrow’s Harvest.
Płyta została wydana w 6 egzemplarzach, z których 3 zostały sprzedane.

## Historia wydania
Po nagraniu albumu The Campfire Headphase w 2005 roku zespół postanowił odpocząć. Wolny czas częściowo spędził na podróżach. Później rozbudował swoje studio nagraniowe. Niektóre z wczesnych szkiców muzycznych do nowego albumu zostały zrealizowane w Nowej Zelandii. W lutym 2022 roku jeden z pracowników BBC wspomniał, że podwójny album Boards of Canada jest w drodze, co zespół potwierdził niedługo potem na Facebooku. 20 kwietnia 2013 roku, podczas Record Store Day, w nowojorskim sklepie Other Music został znaleziony tajemniczy, 12-calowy singiel. Na jego okładce widniał napis: Boards of Canada, umieszczony ponad ciągiem ukośników, kresek i X-ów: „------ / ------ / ------ / XXXXXX / ------ / ------”. Podczas odtwarzania płyty zrobotyzowany głos wyrecytował na tle muzyki ciąg liczb: 936557.
Kolejny egzemplarz znaleziono później w londyńskim Rough Trade East. W ciągu następnych dni zostało ujawnionych pięć kolejnych kodów: w BBC Radio 1, NPR i Adult Swim, a także poprzez filmy na YouTube i stronę fanowską Twoism. Pojawiło się jednocześnie wiele spekulacji, że sześciocyfrowe kody na winylach Records Store Day były odniesieniem do stacji numerycznych, krótkofalowych audycji radiowych, które uważa się za związane z międzynarodowym szpiegostwem. Kiedy 29 kwietnia Boards of Canada uruchomili nową stronę internetową, Cosecha Transmisiones, okazało się, że numery te (699742 / 628315 / 717228 / 936557 / 813386 / 519225, bez ukośników) są hasłem odblokowującym teledysk oraz link do okładki albumu i daty jego wydania: 10 czerwca 2013.

## Opis
Lista i informacje według Discogs:
| 1. | ------ / ------ / ------ / XXXXXX / ------ / ------ | 0:40  |
|    |                                                     |       |
|    |                                                     | 00:40 |
|    |                                                     |       |
Singiel 12", jednostronnie wytłoczony, promocyjny, wydany przez Warp Records z okazji Record Store Day 2013.

## Sprzedaż
Pierwsza z trzech znanych płyt została sprzedana w 2013 roku w serwisie eBay za 5 700 dolarów,  druga została znaleziona przez szczęśliwego klienta w londyńskim Rough Trade East, trzecia pojawiła się w 2016 roku na Discogs za cenę 4 500 dolarów.